# Латендресс, Гийом
Але́н Бену́а Себа́стьян Гийо́м Латендре́сс (фр. Alain Benoît Sébastien Guillaume Latendresse; 24 мая 1987, Сент-Катерин, Квебек, Канада) — профессиональный канадский хоккеист, крайний нападающий. В прошлом Латендресс играл в НХЛ за клубы «Монреаль Канадиенс», «Миннесота Уайлд» и «Оттава Сенаторз». Летом 2013 года Гийом подписал контракт с клубом «Цюрих Лайонс» из Швейцарской национальной лиги. Однако после полученной травмы (сотрясение мозга), в октябре 2013 года, контракт с Латендрессом был расторгнут по инициативе швейцарского клуба.

## Статистика
```
                                            
                                            --- Regular Season ---  ---- Playoffs ----
Season   Team                        Lge    GP    G    A  Pts  PIM  GP   G   A Pts PIM
--------------------------------------------------------------------------------------
2003-04  Drummondville Voltigeurs    QMJHL  53   24   25   49   66  --  --  --  --  --
2004-05  Drummondville Voltigeurs    QMJHL  65   29   49   78   76   6   6   4  10   7
2005-06  Drummondville Voltigeurs    QMJHL  51   43   40   83  105
2006-07  Montreal Canadiens          NHL    80   16   13   29   47  --  --  --  --  --
2007-08  Montreal Canadiens          NHL    73   16   11   27   41   8   0   1   1  19
2008-09  Montreal Canadiens          NHL    56   14   12   26   45   4   0   0   0  12
--------------------------------------------------------------------------------------
         NHL Totals                        209   46   36   82  133  12   0   1   1  31

```